# ماكس فون شليبرج
ماكس والتر سيباستيان فون شليبرج (بالإنجليزية: Max von Schlebrügge)‏ هو لاعب كرة قدم سويدي سابق، من مواليد 1 فبراير 1977، لعب 10 مباريات دولية مع منتخب السويد من عام 2003 حتى 2009.

## الإحصائيات

### دولي
| الفريق الوطني | سنة   | الظهور | الأهداف |
| ------------- | ----- | ------ | ------- |
| السويد        | 2003  | 1      | 0       |
| السويد        | 2004  | 1      | 0       |
| السويد        | 2005  | 0      | 0       |
| السويد        | 2006  | 2      | 0       |
| السويد        | 2007  | 4      | 0       |
| السويد        | 2008  | 1      | 0       |
| السويد        | 2009  | 1      | 0       |
| مجموع         | مجموع | 10     | 0       |

## روابط خارجية
- ماكس فون شليبرج على موقع اتحاد السويد (السويدية)
- ماكس فون شليبرج على موقع قاعدة بيانات كرة القدم.إي يو (الإنجليزية)
- ماكس فون شليبرج على موقع ناشيونال فوتبول تيمز (الإنجليزية)
- ماكس فون شليبرج على موقع عالم كرة القدم.نت (الإنجليزية)